# Kosewo (województwo warmińsko-mazurskie)

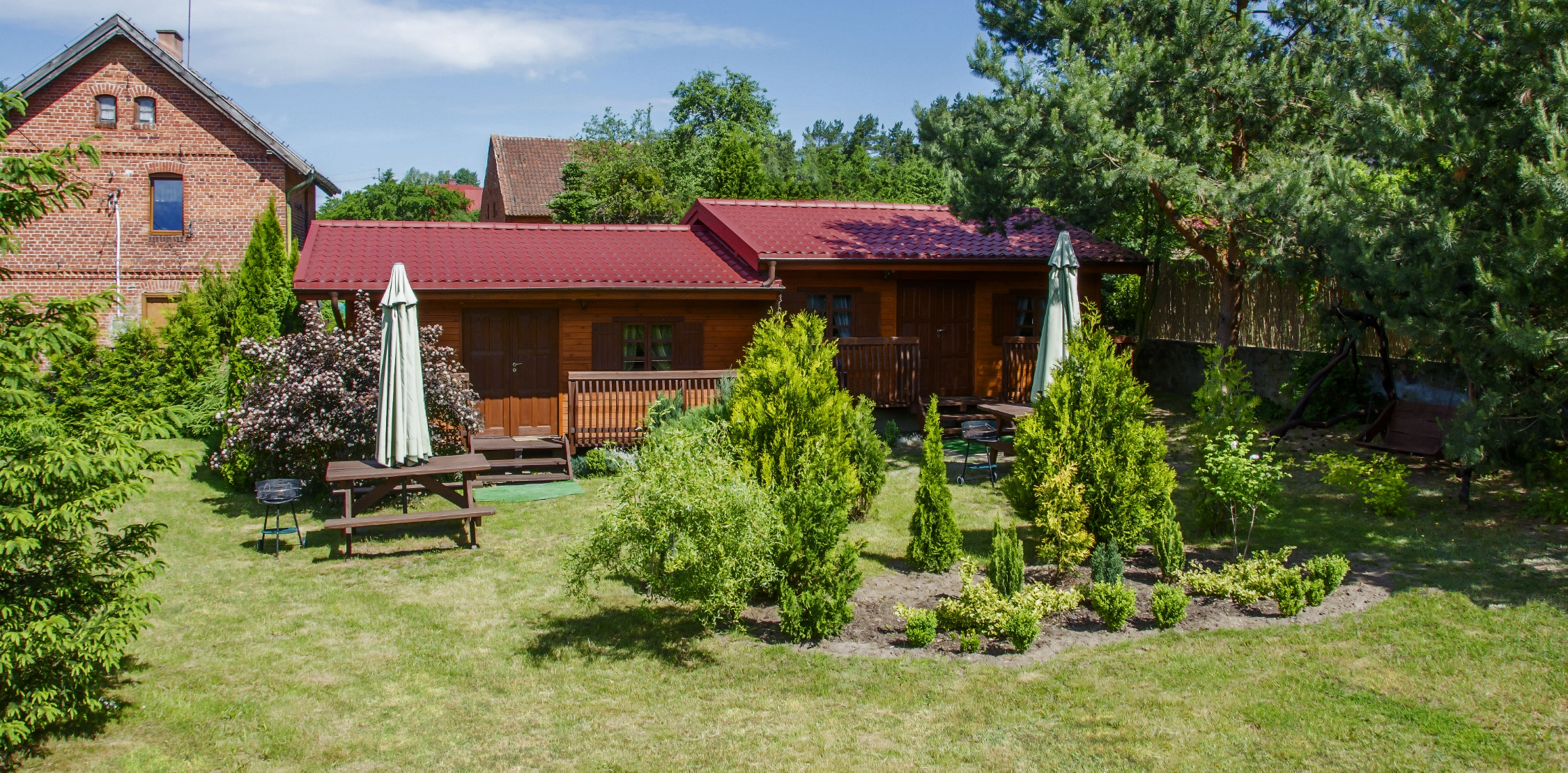
Domki Letniskowe w Kosewie

Kosewo (niem. Kossewen, 1938–1945 Rechenberg) – wieś w Polsce położona w województwie warmińsko-mazurskim, w powiecie mrągowskim, w gminie Mrągowo.
W latach 1954–1959 wieś należała i była siedzibą władz gromady Kosewo, po jej zniesieniu w gromadzie Baranowo. W latach 1975–1998 miejscowość administracyjnie należała do województwa olsztyńskiego.
Wieś letniskowa położona pomiędzy trzema jeziorami: Probarskim, Kuc i Juksty. W miejscowości znajduje się Szkoła Podstawowa w Kosewie.
Kosewo położone jest przy drodze krajowej nr 16, oraz linii kolejowej 223 Czerwonka – Ełk z przystankiem Kosewo. Kosewo leży 6,9 kilometra od Mrągowa oraz 12,1 kilometra od Mikołajek.
Dla turystów w okolicach Kosewa zostało przygotowanych 160 kilometrów ścieżek rowerowo-pieszych. Ścieżki te dostosowane są do regulaminu imprez IVV (niem. Internationaler Volkssportverband). Zimą natomiast można korzystać z uroków białego szaleństwa na stoku narciarskim znajdującym się na Górze Czterech Wiatrów. Stok ten oddalony jest o 7 kilometrów od Kosewa w stronę Mrągowa. W miejscowości znajduje się 5 pensjonatów, dwa pola kempingowe oraz kilka gospodarstw agroturystycznych i kwater prywatnych do wynajęcia.

## Odkrycia archeologiczne

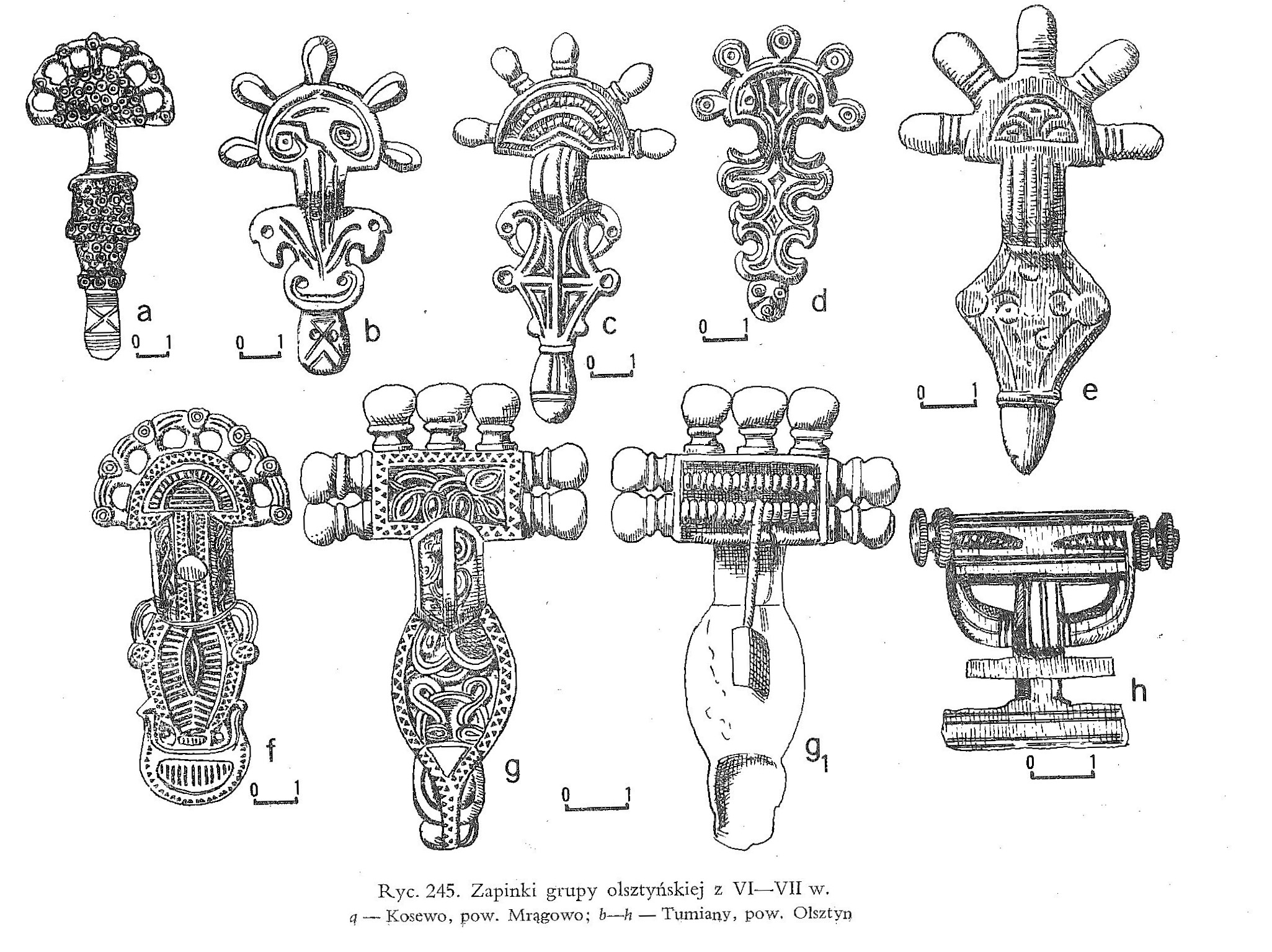
Zapinki ze stanowisk grupy olsztyńskiej z Kosewa i Tumian (VI-VII w.)

W Kosewie odkryto bogate stanowisko archeologiczne należące do kultury tzw. grupy olsztyńskiej datowanej na V-VII wiek, które odznaczało się silnymi wpływami germańskimi.
Najsłynniejszym znaleziskiem jest gocka lub gepidzka sprzączka z Kosewa z główkami orłów wysadzana granatami.

## Historia
Nazwa pochodzi od nazwiska zasadźcy, Grzegorza Kosa z Góry w Piskiem, który nabył w 1546 r. od starosty sześcieńskiego, Jerzego von Rechenberg, 4 łany sołeckie wolne od czynszu za 88 grzywien, by obsadzić 40 łanową (668 ha) wieś czynszową. Osadnicy otrzymali 10 lat wolnizny od podatku tłoki ręcznej. Po upływie z 5 lat zobowiązani byli do szarwarku ręcznego w folwarku w Szestnie. Od 1651 r. był tu posterunek leśny, podległy rejonowi w Krutyniu. W 1693 r. mieszkańcami wsi byli sami Polacy: Paweł Czuczejko, Jędryś Szewc (Jendriss Seffz), Jerzy Wiatr, Michał Graczyk (Grazieg), Ambroży Piła, Jakub Pryskała, Szymon Jadamczyk (Jedamczig), Grzegorz Czuczejczyk, Grzegorz Noga. W 1738 r. zbudowano szkołę, do której uczęszczały też dzieci z Czerwonek, Śniodowa i Zawady.
W 1785 r. we wsi było 27 domów, w 1815 r. – 33 domy ze 195 mieszkańcami. W 1818 r. w tutejszej szkole 64 dzieci uczył po polsku Michał Zalewski. w 1838 r. 39 domów zamieszkałych przez 239 osób, w 1849 r. 36 budynków mieszkalnych i 224 mieszkańców. W wyniku tzw. separacji gruntów, wieś rozbudowała się daleko wzdłuż traktu wiodącego w stronę Mrągowa, tak że już w 1866 r. tę część wsi zaczęto nazywać Kosewem Górnym (Ober Kossewen).
Ze względu na niską urodzajność gleb w XIX w. ludność trudniła się poza rolnictwem wypalaniem wapna, eksploatacją zasobnych złóż kruszywa – zwłaszcza kamienia polnego i żwiru. Zabudowa wsi ukształtowała się w owym czasie w formie nieregularnego skupiska zagród chłopskich przy jeziorze Probarskim, jako centralna część wsi. W latach 1887–1889 zbudowano wiodącą przez Kosewo szosę do Baranowa i Mikołajek, a w 1911 r. przekazano do użytku przystanek kolejowy linii Mrągowo – Orzysz, zlokalizowany na przesmyku między jeziorami Juksty i Probarskim. W 1913 r. zbudowano szosę dojazdową Kosewo – Probark – Bronikowo. W 1935 r. w dwuklasowej szkole uczyło się 111 dzieci (w drugiej, jednoklasowej szkole w Kosewie Górnym uczyło się 47 dzieci). W tym okresie Kosewo należało do parafii w Mrągowie, później do parafii w Baranowie. W 1938 r. ówczesne władze niemieckie, w ramach akcji germanizacyjnej, zmieniły urzędową nazwę wsi z Kossewen na Rechenberg.
W 1939 r. łącznie całe Kosewo liczyło 608 mieszkańców (łącznie z przyległymi osadami). Na obszarze wiejskim było wówczas 158 gospodarstw domowych, w tym 101 gospodarstw rolniczych, z których 18 miało wielkość w granicach 10-20 ha i 10 w granicach 20-100 ha.
W 1973 r. do sołectwa Kosewo należały także: Kosewo Górne i Kucze. W roku 1999 przez Kosewo biegła trasa odcinka specjalnego Baranowo – Użranki 25. Rajdu Kormoran.

## Wspólnoty wyznaniowe
- Kościół Nowoapostolski w Polsce – zbór w Kosewie[9]
- Kościół rzymskokatolicki – Parafia św. Maksymiliana Marii Kolbe w Kosewie[10]